# Johannes Fust

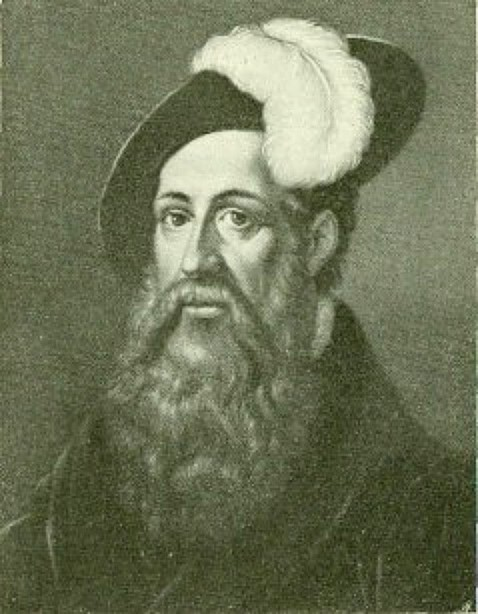
Johannes Fust

Johannes Fust (Mogúncia, c. 1410 — Paris, 30 de outubro de 1466) foi um ourives e banqueiro alemão.
Foi o primeiro colaborador de Gutenberg, tendo lhe emprestado dinheiro em 1450, impondo porém juros de 6% sobre o empréstimo, além de outras condições.
Fust, entendendo a importância da impressão com cacteres móveis, favoreceu a entrada na sociedade a Peter Schoffer, copista e gravador que prestava a sua obra na Faculdade de Paris.
Schoffer foi um jovem inteligente e rico de requisitos sugeriu a Jahannes Fust, para continuar a obra de Gutenberg,  continuando os dois a impressão da Bíblia de 42 linhas o que realmente aconteceu mais tarde.
Acabada a grande obra, Fust foi a Paris para vender seus livros, porém os boatos difundidos pelos copistas, com medo de  concorrência, quase o levaram à morte na pira.
Protagonista em obras de varios escritores, Joahannes Fust foi acusado nesses livros de ter vendido a alma ao diabo em troca de todo o poder e sabedoria do mundo.